# Campeonato Sudamericano de Voleibol Femenino Sub-18 de 2000
El XII Campeonato Sudamericano de Voleibol Femenino Sub-18 se celebró en la ciudad de Valencia, Venezuela en 2000. Los equipos nacionales compitieron por dos cupos para el Campeonato Mundial de Voleibol Femenino Sub-18 de 2001 realizado en Croacia.

## Equipos participantes
- Argentina
- Bolivia
- Brasil
- Perú
- Venezuela
- Uruguay

## Fase Única
| Pos | Equipo    | PJ | PG | PP | PTS |
| --- | --------- | -- | -- | -- | --- |
| 1   | Brasil    | 5  | 5  | 0  | 10  |
| 2   | Argentina | 5  | 4  | 1  | 9   |
| 3   | Perú      | 5  | 3  | 2  | 8   |
| 4   | Venezuela | 5  | 2  | 3  | 7   |
| 5   | Bolivia   | 5  | 1  | 4  | 6   |
| 6   | Uruguay   | 5  | 0  | 5  | 5   |

| – | Clasificado al Campeonato Mundial de Voleibol Femenino Sub-18 de 2001 |

## Posiciones Finales
| \| Pos \| Equipo \| \| --- \| --------- \| \| \| Brasil \| \| \| Argentina \| \| \| Perú \| \| 4 \| Venezuela \| \| 5 \| Bolivia \| \| 6 \| Uruguay \| | Campeón Brasil 9º Título |
| Pos | Equipo                   |
| | Brasil                   |
| | Argentina                |
| | Perú                     |
| 4 | Venezuela                |
| 5 | Bolivia                  |
| 6 | Uruguay                  |